# 苯乙腈
苯乙腈（Benzyl cyanide或phenylacetonitrile或α-tolunitrile，化學式：C8H7N，俗稱苄腈、苄基氰、氰化苄、α-苄基腈）是一種有機化合物。它是無色油狀液體，有芬芳氣味，並且有毒性。苯乙腈會造成皮膚與眼睛的燒傷，如果吸入或吞入有可能會致命。它在燃燒時也會產生氰化氫。

## 用途
苯乙腈是產生苯巴比妥（Phenobarbital）、派醋甲酯（Methylphenidate）與許多苯丙胺化合物的中間體，被列為美國緝毒局化學品監控列表的第一類化學品之中。
该化合物可作为制造甲基苯丙胺中间体苯基丙酮的起始原料
。参与碳负离子反应。

## 外部連結
- （英文） 苯乙腈的EPA化學檔案